# Sankt Leon-Rot
Sankt Leon-Rot là một đô thị thuộc huyện Rhein-Neckar-Kreis, bang Baden-Württemberg của Đức. Nơi đây nằm cách Heidelberg 16 km về phía nam.

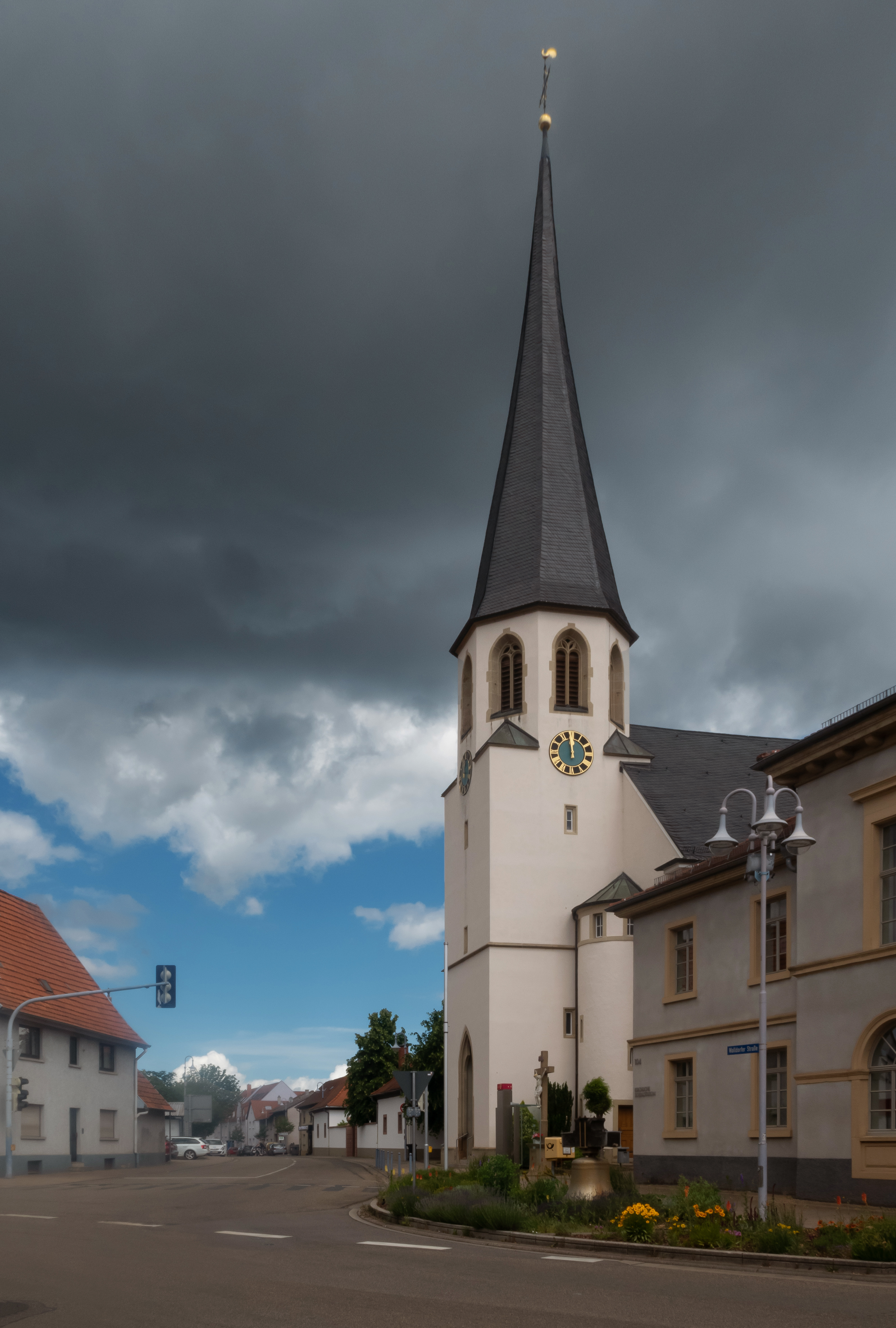
Sankt Leon-Rot, nhà thờ: Sankt-Mauritiuskirche